# DR-Baureihe 74.66–67
In die Baureihe 74.66–67 reihte die Deutsche Reichsbahn Tenderlokomotiven verstaatlichter Eisenbahnen mit der Achsfolge 1’C und einem Dienstgewicht von 55 Tonnen (NEB 07–09) bis 67 Tonnen (HBE 51–54) ein.  

## Übersicht
| DR-Betriebsnummer | urspr. Herkunft                                           | Bemerkung            | Anzahl ursprünglich |
| ----------------- | --------------------------------------------------------- | -------------------- | ------------------- |
| 74 6611–6612      | Reinickendorf-Liebenwalder-Groß-Schönebecker Eisenbahn AG | Hersteller AEG       | 2                   |
| 74 6621–6623      | Niederbarnimer Eisenbahn                                  | Umbau Werkstätte NbE | 3                   |
| 74 6776–6779      | Halberstadt-Blankenburger Eisenbahn u. a.                 | Hersteller Borsig    | 4                   |